# Schlumbergera

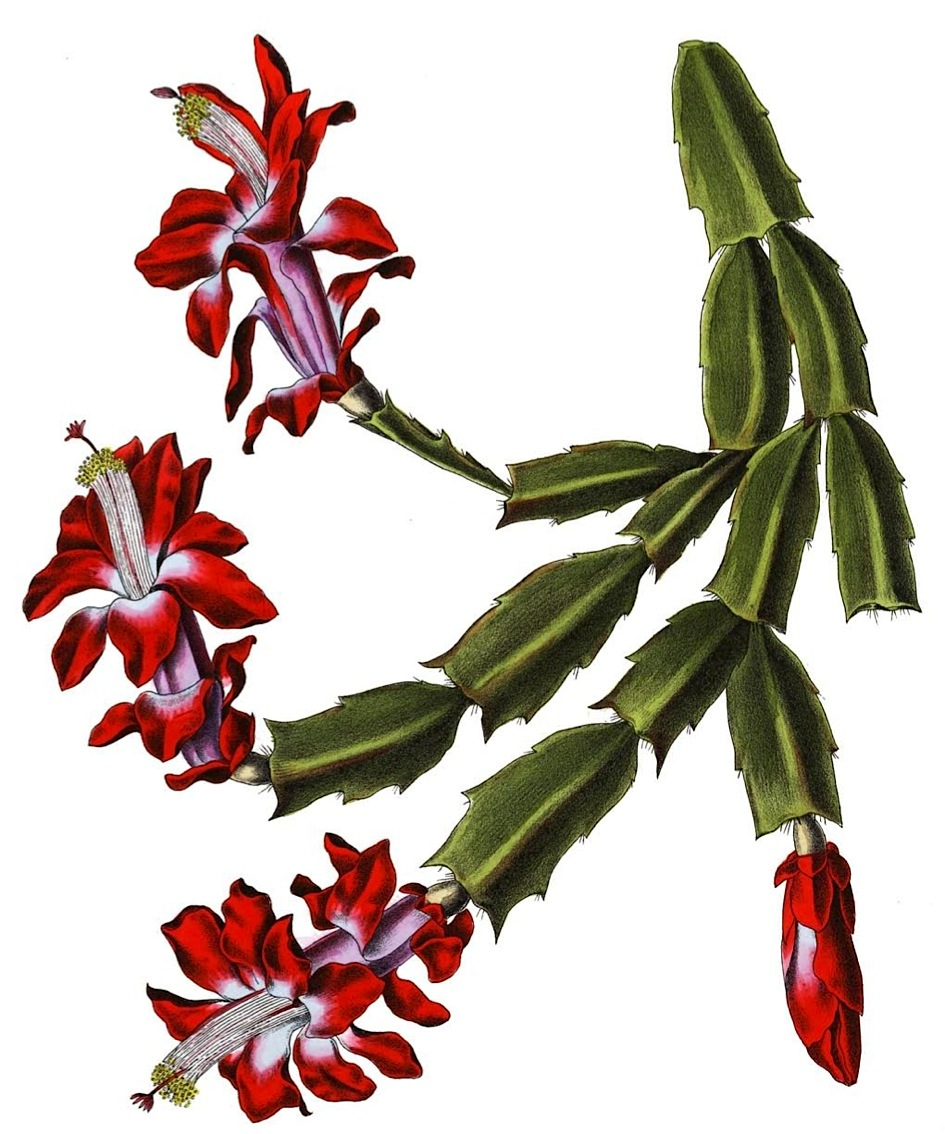
Illustration von Schlumbergera truncata aus Blühende Kakteen

Schlumbergera ist eine Pflanzengattung aus der Familie der Kakteengewächse (Cactaceae). Der botanische Name der Gattung ehrt den französischen Kakteensammler und -züchter Frédéric Schlumberger (1823–1893).

## Beschreibung
Die Arten der Gattung Schlumbergera wachsen strauchig epiphytisch oder lithophytisch mit reich verzweigten, zahlreichen Trieben. Die segmentierten Triebe sind abgeflacht, zusammengedrückt und zweiflüglig (selten dreiflüglig) oder drehrund und länglich bis verkehrt eiförmig. Die Areolen befinden sich an den Seiten der Triebabschnitte und an dessen Ende oder sie sind spiralförmig über die gesamte Oberfläche angeordnet. Die Dornen sind borstenartig und kurz oder fehlen ganz.
Die an den Spitzen der Triebabschnitte erscheinenden Blüten sind radiärsymmetrisch bis stark zygomorph. Ihre Farbe variiert von purpur- bis rosafarben über rot, orange, gelb bis weiß. Die deutlich ausgeprägte Blütenröhre ist mit blütenblattartigen Schuppen besetzt. Die zu einer kurzen Röhre verwachsenen Staubblätter ragen aus der Blütenröhre heraus.
Die beerenartigen Früchte sind gerippt oder drehrund und besitzen einen ausdauernden Blütenrest. Sie enthalten ei- bis nierenförmige, glänzend braune bis schwarze, glatte bis winzig punktierte Samen von bis zu 1 Millimeter Länge und Durchmesser.

## Systematik und Verbreitung
Die Gattung Schlumbergera ist in der Mata Atlântica im Südosten Brasiliens in den Bundesstaaten Espírito Santo, Minas Gerais, Rio de Janeiro und São Paulo in den küstennahen Gebirgen verbreitet.
Die Erstbeschreibung wurde 1858 von Charles Lemaire veröffentlicht. Die Typusart der Gattung ist Schlumbergera epiphylloides.

### Systematik nach N.Korotkova et al. (2021)
Die Gattung umfasst die folgenden Arten:
- Schlumbergera kautskyi (Horobin & McMillan) N.P.Taylor
- Schlumbergera lutea Calvente & Zappi ≡ Hatiora epiphylloides (Porto & Werderm.) Buxbaum
  - Schlumbergera lutea subsp. bradei (Porto & A.Cast.) Calvente & Zappi
  - Schlumbergera lutea subsp. lutea
- Schlumbergera microsphaerica (K.Schum.) P.V.Heath
- Schlumbergera opuntioides (Loefgr. & Dusén) D.R.Hunt
- Schlumbergera orssichiana Barthlott & McMillan
- Schlumbergera russelliana (Hook.) Britton & Rose
- Schlumbergera truncata (Haw.) Moran

sowie die Hybriden:
- Schlumbergera ×buckleyi (T.Moore) Tjaden
Hybride aus Schlumbergera russelliana und Schlumbergera truncata
- Schlumbergera ×eprica Süpplie
Hybride aus Schlumbergera orssichiana und Schlumbergera russelliana
- Schlumbergera ×exotica Barthlott & Rauh
Hybride aus Schlumbergera opuntioides und Schlumbergera truncata
- Schlumbergera ×reginae McMillan & Orssich
Hybride aus Schlumbergera orssichiana und Schlumbergera truncata

Synonyme der Gattung sind Zygocactus K.Schum. (1890), Epiphyllanthus A.Berger (1905), Zygocereus Frič & Kreuz. (1935), Pseudozygocactus Backeb. (1938) und ×Schlumbergeranthus Doweld (2002).

### Systematik nach Anderson/Eggli (2005)
Zur Gattung Schlumbergera gehören die folgenden Arten:
- Schlumbergera kautskyi (Horobin & McMillan) N.P.Taylor
- Schlumbergera microsphaerica (K.Schum.) P.V.Heath
  - Schlumbergera microsphaerica subsp. microsphaerica
  - Schlumbergera microsphaerica subsp. candida (Loefgr.) D.R.Hunt
- Schlumbergera opuntioides (Loefgr. & Dusén) D.R.Hunt
- Schlumbergera orssichiana Barthlott & McMillan
- Schlumbergera russelliana (Hook.) Britton & Rose
- Schlumbergera truncata (Haw.) Moran

sowie die Hybriden:
- Schlumbergera ×buckleyi (T.Moore) Tjaden
- Schlumbergera ×exotica Barthlott & Rauh
- Schlumbergera ×reginae McMillan & Orssich

Synonyme der Gattung sind Epiphyllum Pfeiff. (1837, nom. illeg.), Zygocactus K.Schum. (1890), Epiphyllanthus A.Berger (1905), Opuntiopsis Knebel (1929, nom. inval.), Zygocereus Frič (1935, nom. illeg.) und  ×Schlumbergeranthus Doweld (2002).

## Gefährdung
Im Anhang I des Washingtoner Artenschutz-Übereinkommens sind keine Arten der Gattung Schlumbergera enthalten. In der Roten Liste gefährdeter Arten der IUCN sind hingegen drei Arten mit unterschiedlichem Bedrohungsstatus aufgeführt. Schlumbergera kautskyi wird als „Endangered (EN)“ (stark gefährdet) und Schlumbergera opuntioides als „Near Threatened (NT)“ (weniger gefährdet) eingestuft. Über die Bedrohung von Schlumbergera microsphaerica liegen nur ungenügende Daten vor.

## Nachweise

## Weiterführende Literatur
- Pierre J. Braun, Eddie Esteves Pereira: Kakteen und andere Sukkulenten in Brasilien. Schumannia Band 3, 2002, ISBN 3-89598-830-8.
- A. J. S. McMillan, John F. Horobin: Christmas Cacti: Genus Schlumbergera and Its Hybrids. Royal Botanic Gardens of Kew 1995, ISBN 0-9517234-7-2.
- G. Tismer, W. Höller, W. Barthlott: Ein Blühkalender der Rhipsalideen. In: Kakteen und andere Sukkulenten. Band 50, Nr. 10, 1999, S. 241–248.